# Clidiophora claviculata
Clidiophora claviculata is een tweekleppigensoort uit de familie van de Pandoridae. De wetenschappelijke naam van de soort is voor het eerst geldig gepubliceerd in 1856 door Carpenter.